# Bert Schneider
Adalbert Schneider, detto Bert (28 agosto 1936 – 2 luglio 2009), è stato un pilota motociclistico austriaco.

## Carriera
Vincitore del titolo nazionale austriaco della classe 500 nel 1961, aveva già fatto il suo esordio nelle gare del motomondiale nel 1960, ottenendo i suoi primi punti in occasione del Gran Premio motociclistico della Germania Est 1961 a bordo di moto Norton. In quell'anno, nella classe 350 si classifica al sesto posto e ancor meglio si comporta in classe 500 dove ottiene il suo primo podio con un terzo posto.
L'anno successivo ottiene classificazioni solamente in classe 500, giungendo al quarto posto al termine della stagione. Nel 1963 e 1964 passa invece alla guida di veicoli ufficiali della Suzuki, gareggiando nelle cilindrate inferiori; in classe 125 ottiene il suo unico successo in occasione del Gran Premio motociclistico del Belgio 1963 e, nel 1964, eguaglia il suo miglior risultato stagionale con un altro 4º posto nella classifica generale.
Nella classe 250 ha portato al debutto la nuova Suzuki con motore a 4 cilindri, ottenendo un terzo posto nel Gran Premio motociclistico di Francia.

## Risultati nel motomondiale

### Classe 125
| 1960 | Classe | Moto |    |  |   |   |    |   |    |  |  |  |  |  | Punti | Pos. |
| ---- | ------ | ---- | -- |  | - | - | -- | - | -- |  |  |  |  |  | ----- | ---- |
| 1960 | 125    | Rumi | NE |  | - | - | NE | - | 18 |  |  |  |  |  | 0     |      |

| 1961 | Classe | Moto |   |  |   |  |   |   |   |   |    |   |   |  | Punti | Pos. |
| ---- | ------ | ---- | - |  | - |  | - | - | - | - | -- | - | - |  | ----- | ---- |
| 1961 | 125    | Rumi | - |  | - |  | - | - | - | - | 13 | - | - |  | 0     |      |

| 1963 | Classe | Moto   |   |   |   |   |   |   |   |   |   |  |  |    | Punti | Pos. |
| ---- | ------ | ------ | - | - | - | - | - | - | - | - | - |  |  | -- | ----- | ---- |
| 1963 | 125    | Suzuki | 7 | - | - | 5 | 4 | 1 | 2 | 3 | - |  |  | NP | 23    | 5º   |

| 1964 | Classe | Moto   |   |   |   |     |   |    |   |   |   |   |   |   | Punti | Pos. |
| ---- | ------ | ------ | - | - | - | --- | - | -- | - | - | - | - | - | - | ----- | ---- |
| 1964 | 125    | Suzuki | 3 | 4 | 2 | Rit | 4 | NE | 4 | - | 5 | 4 | - | - | 22    | 4º   |

| Legenda | 1º posto        | 2º posto            | 3º posto            | A punti      | Senza punti        | Grassetto – Pole position Corsivo – Giro più veloce |
| Legenda | Gara non valida | Non qual./Non part. | Ritirato/Non class. | Squalificato | '-' Dato non disp. | Grassetto – Pole position Corsivo – Giro più veloce |

### Classe 250
| 1964 | Classe | Moto   |     |   |   |     |   |   |   |   |   |    |   |   | Punti | Pos. |
| ---- | ------ | ------ | --- | - | - | --- | - | - | - | - | - | -- | - | - | ----- | ---- |
| 1964 | 250    | Suzuki | Rit | 8 | 3 | Rit | - | - | - | - | 6 | NE | - | - | 5     | 13º  |

| Legenda | 1º posto        | 2º posto            | 3º posto            | A punti      | Senza punti        | Grassetto – Pole position Corsivo – Giro più veloce |
| Legenda | Gara non valida | Non qual./Non part. | Ritirato/Non class. | Squalificato | '-' Dato non disp. | Grassetto – Pole position Corsivo – Giro più veloce |

### Classe 350
| 1960 | Classe | Moto   |   |   |    |    |    |   |   |  |  |  |  |  | Punti | Pos. |
| ---- | ------ | ------ | - | - | -- | -- | -- | - | - |  |  |  |  |  | ----- | ---- |
| 1960 | 350    | Norton | - | - | 12 | NE | NE | - | - |  |  |  |  |  | 0     |      |

| 1961 | Classe | Moto   |    |   |    |   |   |    |   |   |   |   |    |  | Punti | Pos. |
| ---- | ------ | ------ | -- | - | -- | - | - | -- | - | - | - | - | -- |  | ----- | ---- |
| 1961 | 350    | Norton | NE | - | NE | - | - | NE | 6 | - | - | - | NE |  | 1     | 19º  |

| Legenda | 1º posto        | 2º posto            | 3º posto            | A punti      | Senza punti        | Grassetto – Pole position Corsivo – Giro più veloce |
| Legenda | Gara non valida | Non qual./Non part. | Ritirato/Non class. | Squalificato | '-' Dato non disp. | Grassetto – Pole position Corsivo – Giro più veloce |

### Classe 500
| 1960 | Classe | Moto   |  |     |     |   |   |  |  |  |  |  |  |  | Punti | Pos. |
| ---- | ------ | ------ |  | --- | --- | - | - |  |  |  |  |  |  |  | ----- | ---- |
| 1960 | 500    | Norton |  | Rit | Rit | 9 | 9 |  |  |  |  |  |  |  | 0     |      |

| 1961 | Classe | Moto   |    |   |   |   |   |   |   |   |   |   |   |  | Punti | Pos. |
| ---- | ------ | ------ | -- | - | - | - | - | - | - | - | - | - | - |  | ----- | ---- |
| 1961 | 500    | Norton | NE | - | - | - | - | - | 3 | - | 5 | 4 | - |  | 9     | 6º   |

| 1962 | Classe | Moto   |    |    |   |   |   |    |   |   |   |   |   |  | Punti | Pos. |
| ---- | ------ | ------ | -- | -- | - | - | - | -- | - | - | - | - | - |  | ----- | ---- |
| 1962 | 500    | Norton | NE | NE | 4 | 5 | - | NE | - | 3 | 6 | - | - |  | 10    | 4º   |

| Legenda | 1º posto        | 2º posto            | 3º posto            | A punti      | Senza punti        | Grassetto – Pole position Corsivo – Giro più veloce |
| Legenda | Gara non valida | Non qual./Non part. | Ritirato/Non class. | Squalificato | '-' Dato non disp. | Grassetto – Pole position Corsivo – Giro più veloce |